# Список вулиць Києва (Л)
Це список вулиць міста Києва, назви яких починаються на літеру Л.
До списку входять усі урбаноніми Києва, що містяться в офіційному довіднику «Вулиці міста Києва», затвердженому 2015 року, а також у міській інформаційно-аналітичній системі забезпечення містобудівної діяльності (МІАС ЗМД) «Містобудівний кадастр Києва», довіднику «Вулиці Києва» 1995 року та атласі «Київ до кожного будинку». Назви вулиць, які відсутні в офіційному довіднику, подані курсивом. Проєктні вулиці, що мають код у кадастрі, але не мають назв, у списку не наведені.
У списку вулиці подані за алфавітом. Назви вулиць на честь людей відсортовані за прізвищем (якщо прізвище відсутнє — за іменем) і подаються у форматі Прізвище Ім'я і/або Посада. Якщо вулиця названа за цілісним псевдонімом, то сортування відбувається за першою літерою псевдоніма або імені, тобто Бориса Тена подано на літеру Б, Ганни Барвінок — на Г, Дзиґи Вертова — на Д, Івана Багряного — на І, Кузьми Скрябіна — на К, Лесі Українки — на Л, Марка Вовчка, Марка Черемшини, Миколи Хвильового і Мирослава Ірчана — на М, Олени Пчілки і Остапа Вишні — на О, Панаса Мирного — на П, Юрія Клена — на Ю, Якуба Коласа, Яна Райніса, Янки Купали і Януша Корчака — на Я. Вулиці, що мають, окрім назви, порядковий номер, відсортовані за власною назвою, наприклад 2-й Левадний провулок на літеру Л. Вулиця Радгосп «Совки» розміщена на літеру С, вулиця Міста Шалетт — на літеру Ш. Назви вулиць, що починаються на число (окрім вулиць, зазначених вище), записані словами і подані на відповідну літеру (Восьмого Березня, Першого Травня тощо).
Вулиці з назвами «Садова» (в тому числі «номерні») і лінії виділені в окремі списки.
Станом на 1 січня 2023 року в Києві 2833 урбаноніми, з них:
| - 2059 вулиць; - 533 провулки; - 77 ліній; - 59 площ і майданів; | - 32 проспекти; - 22 бульвари; - 15 узвозів; | - 12 проїздів; - 11 шосе; - 5 доріг; | - 3 алеї; - 3 набережних; - 2 тупики. |

Колір фону у списку залежить від типу урбаноніма.
Після списку існуючих вулиць наведено список зниклих вулиць (вулиць, які були ліквідовані або включені до інших вулиць протягом XX—XXI століть), а також список попередніх назв вулиць, починаючи з 1800 року. Назви перейменованих вулиць, що починаються на число (окрім вулиць, зазначених вище), записані словами і подані на відповідну літеру (Третього Інтернаціоналу, Дев'ятого Січня, Дванадцятого Грудня, Двадцять П'ятого Жовтня, Сорокаріччя Жовтня, П'ятдесятиріччя Жовтня, Шістдесятиріччя Жовтня тощо).

## Вулиці міста Києва
| Назва                                                   | Тип   | Колишні назви | Район                        | Місцевість                                                                         | Рік затв.        | Код об'єкта |
| ------------------------------------------------------- | ----- | --- | ---------------------------- | ---------------------------------------------------------------------------------- | ---------------- | ----------- |
| Лабораторна                                             | вул.  | Ульянових | Голосіївський, Печерський    | Нова Забудова                                                                      | 2009             | 10859       |
| Лабораторний                                            | пров. | | Печерський                   | Черепанова гора                                                                    | поч. XIX ст.     | 10860       |
| Лаврова Юрія                                            | вул.  | Лінія 5 | Голосіївський                | Віта-Литовська                                                                     | 2011             | 12120       |
| Лаврська                                                | вул.  | Цитадельна 1-ша, Маркса, Січневого повстання (част.) + Новонаводницька, Мазепи Івана (част.)                                             | Печерський                   | Печерськ, Наводничі                                                                | 2010             | 10861       |
| Лаврський                                               | пров. | Цитадель-2, Музейний | Печерський                   | Берестове                                                                          | 1955             | 10862       |
| Лаврухіна Миколи                                        | вул.  | | Деснянський                  | Вигурівщина-Троєщина                                                               | 1995             | 10863       |
| Лазурна                                                 | вул.  | | Голосіївський                | Віта-Литовська                                                                     | 1957             | 10867       |
| Лазурна                                                 | вул.  | | Деснянський                  | Селище Радистів                                                                    |                  | 12632       |
| Лазурний                                                | пров. | | Деснянський                  | Селище Радистів                                                                    |                  | 12631       |
| Латвійська                                              | вул.  | Нова 817-та, Кузбаська | Деснянський                  | Биківня                                                                            | 2022             | 10834       |
| Лауреатська                                             | вул.  | | Голосіївський                | Пирогів                                                                            | 1957             | 10869       |
| Лебедєва Академіка                                      | вул.  | | Голосіївський                | Феофанія                                                                           | 1976             | 10870       |
| Лебединська                                             | вул.  | без назви «В», Леоніда П'ятакова | Оболонський                  | Мінський масив                                                                     | 1971             | 10873       |
| Левадна                                                 | вул.  | | Дарницький                   | Бортничі                                                                           |                  | 10874       |
| Левадний                                                | пров. | | Дарницький                   | Бортничі                                                                           |                  | 10875       |
| Левадний 1-й                                            | пров. | | Дарницький                   | Бортничі                                                                           |                  | 12671       |
| Левадний 2-й                                            | пров. | | Дарницький                   | Бортничі                                                                           |                  | 12099       |
| Левандовська                                            | вул.  | Гейсівська, Левандовська, ім. Іванова, Анищенка                                                                                          | Печерський                   | Печерськ                                                                           | 2014             | 10024       |
| Левитського Миколи                                      | вул.  | Проектна 12986 | Голосіївський                | Віта-Литовська                                                                     | 2017             | 12986       |
| Левицького Ореста                                       | вул.  | Нова, Курчатова Академіка | Деснянський                  | Лісовий масив                                                                      | 2022             | 10852       |
| Левіна Максима                                          | вул.  | Лермонтовська, Нестерова, Багратіона | Солом'янський                | Чоколівка                                                                          | 2022             | 12701       |
| Левітана                                                | вул.  | Шевченка | Голосіївський                | Китаїв                                                                             | 1955             | 10877       |
| Лейбніца                                                | вул.  | Нова, Даля Олександра | Деснянський                  | Троєщина                                                                           | 2023             | 11989       |
| Лейпцизька                                              | вул.  | Новорізницька, Лейпцігська, Лейпцигська                                                                                                  | Печерський                   | Печерськ                                                                           | 2012             | 10879       |
| Лема Станіслава                                         | пров. | Безіменний (6-й), Ржевський | Голосіївський                | Саперна слобідка                                                                   | 2023             | 11430       |
| Леонтовича                                              | вул.  | Гімназична | Шевченківський               | Афанасівський яр                                                                   | 1921             | 10885       |
| Лермонтова                                              | вул.  | | Деснянський                  | Троєщина                                                                           |                  | 10887       |
| Лермонтова                                              | пров. | | Дарницький                   | Бортничі                                                                           |                  | 12716       |
| Лермонтова 5-й                                          | пров. | | Дарницький                   | Бортничі                                                                           |                  | 12659       |
| Лермонтовська                                           | вул.  | | Шевченківський               | Лук'янівка                                                                         | 1911             | 10891       |
| Лесі Українки                                           | бул.  | Печерська вул., Засарайна вул., Госпітальна вул., Щорса вул., Нова вул., Печерський                                                      | Печерський                   | Печерськ, Черепанова гора                                                          | 1961             | 10892       |
| Лесі Українки                                           | вул.  | | Деснянський                  | Троєщина                                                                           |                  | 10894       |
| Лесі Українки                                           | вул.  | | Подільський                  | Село Шевченка                                                                      | 1922             | 10893       |
| Лесі Українки                                           | площа | | Печерський                   | Печерськ                                                                           | 1965             | 10895       |
| Лєскова                                                 | вул.  | Велика Шияновська | Печерський                   | Печерськ                                                                           | 1940             | 10896       |
| Либідська                                               | вул.  | | Голосіївський                | Паньківщина                                                                        | 1944             | 10897       |
| Либідська                                               | площа | Дзержинського | Голосіївський                | Нова Забудова                                                                      | 2015             | 10431       |
| Ливарська                                               | вул.  | Луговий пров. | Оболонський                  | Куренівка                                                                          | 1955             | 10898       |
| Липи Юрія                                               | вул.  | Проектна 13105 | Дніпровський                 | Соцмісто                                                                           | 2018             | 13105       |
| Липинського В'ячеслава                                  | вул.  | Святославська, Чапаєва | Шевченківський               | Афанасівський яр                                                                   | 2015             | 11835       |
| Липківського Василя Митрополита                         | вул.  | Велика, Ігнатьєвська, Графа Ігнатьєва, Січневого повстання, Залізняка, Урицького                                                         | Солом'янський                | Солом'янка                                                                         | 2007             | 10899       |
| Липнева                                                 | вул.  | | Голосіївський                | Феофанія                                                                           | 2012             | 12097       |
| Липова                                                  | вул.  | | Дарницький                   | Бортничі                                                                           |                  | 12661       |
| Липова                                                  | вул.  | | Деснянський                  | Селище Радистів                                                                    |                  | 12634       |
| Липова                                                  | вул.  | | Святошинський                | Святошин                                                                           | 1910-ті          | 10900       |
| Липська                                                 | вул.  | Катерининська, Люксембург Рози | Печерський                   | Липки                                                                              | 1993             | 10901       |
| Липський                                                | пров. | Виноградний, Донського Бориса вул. | Печерський                   | Липки                                                                              | 1940-ві          | 10902       |
| Лисенка                                                 | вул.  | Театральна | Шевченківський               | Старий Київ                                                                        | 1927             | 10903       |
| Лисичанська                                             | вул.  | Нова 484-та | Солом'янський                | Монтажник                                                                          | 1953             | 10904       |
| Лисичанський                                            | пров. | | Солом'янський                | Монтажник                                                                          | 1950-ті          | 10905       |
| Лисогірська                                             | вул.  | Нова | Голосіївський                | Багринова гора                                                                     | 1944             | 10906       |
| Лисогірський                                            | пров. | | Голосіївський                | Багринова гора                                                                     | 2009             | 10907       |
| Листопадна                                              | вул.  | Нова 299-та | Голосіївський                | Добрий Шлях                                                                        | 1944             | 10908       |
| Листопадний                                             | пров. | | Голосіївський                | Добрий Шлях                                                                        | 1950-ті          | 10909       |
| Лисянська                                               | вул.  | Нова 50-та | Подільський                  | Вітряні гори                                                                       | 1944             | 10910       |
| Литвиненко-Вольгемут                                    | вул.  | 11-та (проект.) | Святошинський                | Микільська Борщагівка                                                              | 1967             | 10911       |
| Литвинського Юрія                                       | вул.  | Олексіївська 2-га, Петровського + Нова 204-та, Російська                                                                                 | Дарницький                   | Нова Дарниця                                                                       | 2020             | 11461       |
| Литовський                                              | пров. | Федорівський | Голосіївський                | Саперна слобідка                                                                   | 1955             | 10912       |
| Литовський                                              | пр-т  | Вишгородська вул., Димерське шосе, Мінський                                                                                              | Оболонський                  | Кинь-Ґрусть, Мінський масив                                                        | 2022             | 11072       |
| Лифаря Сержа                                            | вул.  | Нова 4-та, Сабурова Олександра | Деснянський                  | Вигурівщина-Троєщина                                                               | 2018             | 11477       |
| Личанська                                               | вул.  | | Святошинський                | Чайка                                                                              | 2011             | 12017       |
| Лікарняна                                               | вул.  | | Дніпровський                 | Микільська слобідка                                                                | 1-ша пол. XX ст. | 10913       |
| Лікарняний                                              | пров. | | Дніпровський                 | Микільська слобідка                                                                | 1-ша пол. XX ст. | 10914       |
| Лінійна                                                 | вул.  | | Солом'янський                | Батиєва гора                                                                       | 1-ша пол. XX ст. | 10915       |
| Лінія 1-ша усі лінії див. у Список вулиць Києва (лінії) | вул.  | | Оболонський                  | Пуща-Водиця                                                                        | поч. XX ст.      | 10916       |
| Лі Павла                                                | пров. | Московський | Солом'янський                | Жуляни                                                                             | 2022             | 11097       |
| Лісківська                                              | вул.  | Нова | Деснянський                  | Вигурівщина-Троєщина                                                               | 1991             | 10930       |
| Лісна                                                   | вул.  | | Дарницький                   | Бортничі                                                                           |                  | 10932       |
| Лісна                                                   | вул.  | | Оболонський                  | Пуща-Водиця                                                                        | 1920-ті          | 10931       |
| Лісний                                                  | пров. | | Оболонський                  | Хутір Микільський                                                                  |                  | 12722       |
| Ліснича                                                 | вул.  | | Голосіївський                | Віта-Литовська                                                                     | 1957             | 10933       |
| Лісова                                                  | вул.  | | Оболонський                  | Хутір Редькин                                                                      |                  | 12607       |
| Лісова-Козинська                                        | вул.  | | Голосіївський                |                                                                                    | 2009             | 12123       |
| Лісовий                                                 | пров. | | Дарницький                   | Бортничі                                                                           |                  | 10935       |
| Лісовий                                                 | пр-т  | Нова вул., Ворошилова, Ворошилова Маршала                                                                                                | Деснянський                  | Лісовий масив                                                                      | 1991             | 10934       |
| Лісоводна                                               | вул.  | | Голосіївський                | Віта-Литовська                                                                     | 1959             | 10936       |
| Лісовського Роберта                                     | вул.  | Нова, Новомосковський пров., Бутлерова Академіка                                                                                         | Дніпровський                 | Ліски                                                                              | 1963             | 10181       |
| Лісозахисна                                             | вул.  | Нова 722-га | Подільський                  | Селище Шевченка                                                                    | 1953             | 10937       |
| Лісозахисний                                            | пров. | Нова 721-га вул. | Подільський                  | Селище Шевченка                                                                    | 1953             | 10938       |
| Лісорубна                                               | вул.  | Нова 397-ма | Святошинський                | Новобіличі                                                                         | 1944             | 10939       |
| Лісо-Степова                                            | вул.  | | Дарницький                   | Нижні сади                                                                         |                  | 12157       |
| Лісо-Степовий 1-й                                       | пров. | | Дарницький                   | Нижні сади                                                                         |                  | 12158       |
| Лісо-Степовий 2-й                                       | пров. | | Дарницький                   | Нижні сади                                                                         |                  | 12159       |
| Лісо-Степовий 3-й                                       | пров. | | Дарницький                   | Нижні сади                                                                         |                  | 12160       |
| Лісо-Степовий 4-й                                       | пров. | | Дарницький                   | Нижні сади                                                                         |                  | 12161       |
| Лісо-Степовий 5-й                                       | пров. | | Дарницький                   | Нижні сади                                                                         |                  | 12723       |
| Літинська                                               | вул.  | Нова 808-ма | Дніпровський                 | ДВРЗ                                                                               | 1953             | 10940       |
| Літинський                                              | пров. | | Дніпровський                 | ДВРЗ                                                                               | 2010             | 12096       |
| Літківська                                              | вул.  | | Деснянський                  | Троєщина                                                                           |                  | 12619       |
| Літня                                                   | вул.  | | Печерський                   | Нова Забудова, Черепанова гора                                                     | 1929             | 10941       |
| Лобанової Лілії                                         | вул.  | Новожилянський пров., Новожилянська, Еренбурга Іллі                                                                                      | Голосіївський                | Паньківщина                                                                        | 2022             | 10507       |
| Лобановського Валерія                                   | пр-т  | Софіївська (1-ша) вул., Нова 481-ша вул., Червонозоряна вул., Ново-Крутогорна вул., Палія Семена вул., Совська вул., Червонозоряний пр-т | Солом'янський, Голосіївський | Чоколівка, Олександрівська слобідка, Пронівщина, Монтажник, Совки, Ширма, Деміївка | 2015             | 11850       |
| Лобачевського                                           | пров. | Регенераторний | Дніпровський                 | Соцмісто                                                                           | 1963             | 10943       |
| Лозовий                                                 | пров. | Комінтерну 3-й | Дарницький                   | Бортничі                                                                           | 2015             | 10733       |
| Лозовий                                                 | пров. | Нова вул. | Деснянський                  | Троєщина                                                                           | 2011             | 12014       |
| Локомотивна                                             | вул.  | Лінія 2-га | Солом'янський                | Батиєва гора                                                                       | 1958             | 10946       |
| Ломаківська                                             | вул.  | Ломаківська, Мічуріна | Печерський                   | Звіринець                                                                          | 2023             | 11077       |
| Лондонська                                              | вул.  | Нова, П'ятихатська, Пітерська | Солом'янський                | Чоколівка, Першотравневий масив                                                    | 2022             | 11298       |
| Лотоцької Наталії                                       | вул.  | Пролетарська, Ставкова, Пролетарська-Совська                                                                                             | Голосіївський                | Ширма                                                                              | 2023             | 11374       |
| Лотоцької Наталії                                       | пров. | Нова 760-та вул., Пролетарський пров. | Голосіївський                | Ширма                                                                              | 2023             | 11375       |
| Лохвицька                                               | вул.  | Нова | Дніпровський                 | Стара Дарниця                                                                      | 1955             | 10948       |
| Лубенська                                               | вул.  | Нова 662-га | Печерський                   | Чорна гора                                                                         | 1953             | 10949       |
| Луганська                                               | вул.  | Ярова | Солом'янський                | Монтажник                                                                          | 1955             | 10950       |
| Лугова                                                  | вул.  | | Дарницький                   | Бортничі                                                                           |                  | 10953       |
| Лугова                                                  | вул.  | | Дніпровський                 | Воскресенські сади                                                                 |                  | 12445       |
| Лугова                                                  | вул.  | | Оболонський                  | СТ «Дніпровське-1»                                                                 |                  | 12536       |
| Лугова                                                  | вул.  | Лугова, Ланцюгова | Оболонський                  | Пріорка                                                                            | 1961             | 10951       |
| Лугова                                                  | вул.  | | Солом'янський                | Жуляни                                                                             |                  | 10952       |
| Лугова 1-ша                                             | вул.  | | Дарницький                   | Нижні сади                                                                         |                  | 12187       |
| Лугова 2-га                                             | вул.  | | Дарницький                   | Нижні сади                                                                         |                  | 12188       |
| Лугова 3-тя                                             | вул.  | | Дарницький                   | Нижні сади                                                                         |                  | 12189       |
| Лугова 4-та                                             | вул.  | | Дарницький                   | Нижні сади                                                                         |                  | 12190       |
| Лугова 5-та                                             | вул.  | | Дарницький                   | Нижні сади                                                                         |                  | 12191       |
| Лугова 6-та                                             | вул.  | | Дарницький                   | Нижні сади                                                                         |                  | 12192       |
| Лугова 7-ма                                             | вул.  | | Дарницький                   | Нижні сади                                                                         |                  | 12193       |
| Лугова 8-ма                                             | вул.  | | Дарницький                   | Нижні сади                                                                         |                  | 12194       |
| Лугова 9-та                                             | вул.  | | Дарницький                   | Нижні сади                                                                         |                  | 12195       |
| Лугова 10-та                                            | вул.  | | Дарницький                   | Нижні сади                                                                         |                  | 12196       |
| Лугова 11-та                                            | вул.  | | Дарницький                   | Нижні сади                                                                         |                  | 12197       |
| Лугова 12-та                                            | вул.  | | Дарницький                   | Нижні сади                                                                         |                  | 12198       |
| Лугова 13-та                                            | вул.  | | Дарницький                   | Нижні сади                                                                         |                  | 12199       |
| Лугова 14-та                                            | вул.  | | Дарницький                   | Нижні сади                                                                         |                  | 12200       |
| Луговий                                                 | пров. | | Дарницький                   | Бортничі                                                                           |                  | 10954       |
| Луговий                                                 | пров. | | Деснянський                  | Троєщина                                                                           | 2010             | 12095       |
| Лужевського Руслана                                     | пров. | Нова вул., Васильківська вул. (част.), Велика Васильківська вул. (част.), Червоноармійський                                              | Голосіївський                | Нова Забудова, Деміївка                                                            | 2016             | 11845       |
| Лукаша Миколи                                           | вул.  | Нова 331-ша, Новонародна, Скрипника Миколи                                                                                               | Солом'янський                | Олександрівська слобідка                                                           | 2017             | 11554       |
| Луківська                                               | вул.  | | Оболонський                  |                                                                                    | 2014             | 12905       |
| Луківський                                              | пров. | | Оболонський                  |                                                                                    | 2014             | 12906       |
| Луківський                                              | пр-д  | | Оболонський                  |                                                                                    | 2014             | 12908       |
| Лук'яненка Левка                                        | вул.  | Центральна поперечна північна сторона (№ 3), Тимошенка Маршала                                                                           | Оболонський                  | Оболонь                                                                            | 2022             | 11680       |
| Лук'янівська                                            | вул.  | | Шевченківський               | Щекавиця, Татарка                                                                  | 1830-ті          | 10956       |
| Лук'янівська                                            | площа | | Шевченківський               | Лук'янівка                                                                         | 1869             | 10957       |
| Лук'янівський                                           | пров. | | Шевченківський               | Лук'янівка                                                                         | 1955             | 10958       |
| Лупиноса Анатолія                                       | вул.  | Горького | Солом'янський                | Жуляни                                                                             | 2015             | 10368       |
| Луценка Дмитра                                          | вул.  | Нова 5-та, Крейсера «Аврора» | Голосіївський                | Теремки                                                                            | 2010             | 10963       |
| Луцька                                                  | вул.  | Нова 894-та, Ростовська | Подільський                  | Кинь-Ґрусть, Селище Шевченка                                                       | 2022             | 11463       |
| Лучкая Михайла                                          | вул.  | Проєктна 13057 | Солом'янський                | Жуляни                                                                             | 2019             | 13057       |
| Львівська                                               | вул.  | Пушкінська | Святошинський                | Святошин                                                                           | 1955             | 10975       |
| Львівська                                               | площа | Львівська, Сінний базар, Сінний майдан                                                                                                   | Шевченківський               | Старий Київ                                                                        | 1944             | 10976       |
| Любарська                                               | вул.  | Жовтнева 3-тя | Дарницький                   | Позняки                                                                            | 1955             | 10964       |
| Любарський                                              | пров. | Комсомольська 2-га вул. | Дарницький                   | Позняки                                                                            | 1955             | 10965       |
| Любарта Князя                                           | вул.  | Нова 814-та, Таганрозька | Дніпровський                 | ДВРЗ                                                                               | 2022             | 11643       |
| Любимівська                                             | вул.  | Любомирська | Оболонський                  |                                                                                    | 2011             | 12015       |
| Любимівська                                             | вул.  | | Святошинський                | Чайка                                                                              | 2011             | 12016       |
| Любомирська                                             | вул.  | | Голосіївський                | Віта-Литовська                                                                     | 1957             | 10966       |
| Люботинська                                             | вул.  | Нова | Дніпровський                 | Ліски                                                                              | 1955             | 10967       |
| Люботинський                                            | пров. | Нова 315-та вул. | Дніпровський                 | Ліски                                                                              | 1953             | 10968       |
| Люльки Архипа                                           | вул.  | Проєктна 12978 | Солом'янський                | Жуляни                                                                             | 2019             | 12978       |
| Лютеранська                                             | вул.  | Графська, Анненковська, Енгельса | Печерський                   | Липки                                                                              | 1992             | 10970       |
| Лютнева                                                 | вул.  | | Голосіївський                | Віта-Литовська                                                                     | 1-ша пол. XX ст. | 10972       |
| Лютнева                                                 | вул.  | | Дарницький                   | Бортничі                                                                           |                  | 10971       |
| Лютневий                                                | пров. | Нова 898-ма вул. | Подільський                  | Куренівка                                                                          | 1955             | 10973       |
| Лятошинського Композитора                               | вул.  | Нова № 4 | Голосіївський                | Теремки                                                                            | 1978             | 10974       |

## Зниклі вулиці
| Назва           | Тип   | Район          | Місцевість               | Рік зникнення | Примітка                                                                                       |
| --------------- | ----- | -------------- | ------------------------ | ------------- | ---------------------------------------------------------------------------------------------- |
| Ланкова         | вул.  | Московський    | Феофанія                 | 1980-ті       |                                                                                                |
| Ласкава         | вул.  | Дніпровський   | Микільська слобідка      | 1980-ті       |                                                                                                |
| Латвійська      | вул.  | Московський    | Саперна слобідка         | 1980-ті       |                                                                                                |
| Латвійський     | пров. | Московський    | Саперна слобідка         | 1980-ті       |                                                                                                |
| Лебедєва Миколи | вул.  | Подільський    | Біличе поле              | 1961          | до 1944 року — 82-га Нова, до 1957 року — Лебединська                                          |
| Лебединська     | вул.  | Подільський    |                          | 1971          |                                                                                                |
| Левадна         | вул.  | Московський    | Корчувате                | 1980-ті       |                                                                                                |
| Левадний        | пров. | Московський    | Корчувате                | 1978          |                                                                                                |
| Леваневського   | пров. | Жовтневий      | Караваєві дачі           | 1977          | до 1955 року — 3-й Дачний провулок                                                             |
| Левченка        | вул.  | Подільський    | Пріорка                  | 1980-ті       |                                                                                                |
| Левченка        | пров. | Подільський    | Пріорка                  | 1980-ті       |                                                                                                |
| Лейтенантський  | пров. | Печерський     | Звіринець                | 1977          | до 1940 року — 1-й Церковний провулок, назву підтверджено 1944 року                            |
| Лелявського     | вул.  | Московський    |                          | 1961          |                                                                                                |
| Ленінабадська   | вул.  | Ленінградський | с. Микільська Борщагівка | 1977          | до 1974 року — вулиця Леніна, до 1977 року — Леніногорська вулиця                              |
| Леніногорська   | вул.  | Дарницький     | Передмостова слобідка    | 1977          | до 1955 року — (2-га) Ленінградська вулиця                                                     |
| Леніногорська   | вул.  | Подільський    | Пуща-Водиця              | 1980-ті       | тепер проїзд без назви між вулицями Курортною та Миколи Юнкерова                               |
| Леніногорський  | пров. | Дарницький     | Передмостова слобідка    | 1977          |                                                                                                |
| Ленінська       | вул.  | Дарницький     | Кухмістерська слобідка   | 1960-ті       |                                                                                                |
| Ленінський      | пров. | Дарницький     | Кухмістерська слобідка   | 1960-ті       |                                                                                                |
| Леонівська      | вул.  | Дніпровський   | Куликове                 | 1978          |                                                                                                |
| Леонівський     | пров. | Дніпровський   | Куликове                 | 1978          |                                                                                                |
| Лермонтовський  | пров. | Ленінградський | Біличі                   | 1978          |                                                                                                |
| Липнева         | вул.  | Подільський    | Куренівка                | 1980-ті       | існує як проїзд без назви                                                                      |
| Листв'яна       | вул.  | Подільський    |                          | 1977          |                                                                                                |
| Листяний        | пров. | Дарницький     | Червоний хутір           | 1980-ті       |                                                                                                |
| Литовська       | вул.  | Московський    | Саперна слобідка         | 1980-ті       |                                                                                                |
| Лівобережна     | вул.  | Дарницький     | Микільська слобідка      | 1971          | до 1955 року — Шевченка                                                                        |
| Лівобережний    | пров. | Дарницький     | Микільська слобідка      | 1971          | до 1955 року — провулок Шевченка                                                               |
| Лівобережна     | вул.  |                | Вигурівщина              | 1983          |                                                                                                |
| Лозова          | вул.  | Ленінградський | с. Микільська Борщагівка | 1980-ті       | до 1974 року — Садова                                                                          |
| Лозова          | вул.  | Дарницький     | Микільська слобідка      | 1971          |                                                                                                |
| Лозовий         | пров. | Дарницький     | Микільська слобідка      | 1971          | до 1955 року — Безіменний провулок, Лозінський провулок                                        |
| Лубенська       | вул.  | Дарницький     | Труханів острів          | 1943          |                                                                                                |
| Луковинна       | вул.  | Подільський    | Вітряні гори             | 1980-ті       |                                                                                                |
| Луначарського   | пров. | Дарницький     | Микільська слобідка      | 1977          | попри офіційне рішення про ліквідацію, продовжив існувати. З 2016 року — Слобідський провулок. |
| Луцька          | вул.  | Московський    | Деміївка                 | 1981          |                                                                                                |
| Лучинецька      | вул.  | Дніпровський   | Воскресенська слобідка   | 1981          |                                                                                                |
| Лучинецький     | пров. | Дніпровський   | Воскресенська слобідка   | 1981          |                                                                                                |

## Перейменовані вулиці
| Стара назва                 | Нова назва                     | Район          | Дата перейменування | Сучасна назва                  |
| --------------------------- | ------------------------------ | -------------- | ------------------- | ------------------------------ |
| Лабораторна                 | Ульянових                      |                | 1928                | Лабораторна                    |
| Лабораторна                 | Ульянових                      | Залізничний    | 1944                | Лабораторна                    |
| Лагерна                     | Дорогожицька                   | Шевченківський | 1961                | Дорогожицька                   |
| Лагерна                     | Мотоциклетна                   | Кагановичський | 1955                | Дорогожицька (част.)           |
| Лагерна                     | Табірна                        | Шевченківський | 2018                | Табірна                        |
| Лагерна 1-ша + Лагерна 2-га | Таборна                        | Жовтневий      | 1944                | Дорогожицька                   |
| Лагерна 1-ша + Лагерна 2-га | Таборна                        | Жовтневий      | 1944                | Табірна                        |
| Лагерна 1-ша + Лагерна 2-га | Таборна                        | Жовтневий      | 1944                | Парково-Сирецька               |
| Лагерна 2-га                | Плещєєва                       | Кагановичський | 1955                | Плещеєва                       |
| Лагерний пров.              | Плещєєва пров.                 | Кагановичський | 1955                | Плещеєва пров.                 |
| Ладозька + Ново-Ключева     | Верхнє-Ключева                 | Кагановичський | 1958                | Верхньоключова                 |
| Лазо Сергія                 | Чурилівська                    | Деснянський    | 2016                | Чурилівська                    |
| Лазо Сергія                 | Бородіна Інженера              | Дніпровський   | 2016                | Бородіна Інженера              |
| Ланцюгова                   | Лугова                         | Подільський    | 1961                | Лугова                         |
| Ластовського                | Аеродромна                     | Солом'янський  |                     | Аеродромна                     |
| Ластовського                | Ковніра Степана                | Печерський     | 2016                | Ковніра Степана                |
| Лебедєва-Кумача вулиця      | Голего Миколи                  | Солом'янський  | 2017                | Голего Миколи                  |
| Лебедєва Миколи             | Поправки Юрія                  | Дніпровський   | 2017                | Поправки Юрія                  |
| Лебединська                 | Лебедева Миколи                | Подільський    | 1957                | ліквідовано                    |
| Левандовська                | Іванова ім.                    | Подільський    | 1927                | Левандовська                   |
| Левандовська                | Аніщенко                       | Кіровський     | 1940                | Левандовська                   |
| Левандовська                | Аніщенка                       | Печерський     | 1944                | Левандовська                   |
| Леваневського               | Дашавська                      | Жовтневий      | 1958                | Дашавська                      |
| Леваневського               | Тетянинська                    | Солом'янський  | 2023                | Тетянинська                    |
| Левашовська                 | Лібкнехта Карла                |                | 1919, 1920          | Шовковична                     |
| Левашовська                 | Лібкнехта Карла                | Ленінський     | 1944                | Шовковична                     |
| Левицького                  | Нечуя-Левицького               | Залізничний    | 1955                | Нечуя-Левицького               |
| Левицького 2-га             | Камська                        | Кагановичський | 1955                | Грінченка Миколи               |
| Левітана пров.              | Бурачека Миколи пров.          | Голосіївський  | 2023                | Бурачека Миколи                |
| Лейпцигська                 | Лейпцизька                     | Печерський     | 2012                | Лейпцизька                     |
| Лейтенантська               | Камєнєва Командарма            | Печерський     | 1955                | Болбочана Петра                |
| Леніна бул.                 | Чоколівський бул.              | Залізничний    | 1993                | Чоколівський бул.              |
| Леніна                      | Бонч-Бруєвича                  | Жовтневий      | 1965                | Дорошенка Петра                |
| Леніна                      | Головна                        | Дарницький     | 1957                | ліквідовано                    |
| Леніна                      | Леніногорська                  | Ленінградський | 1974                | ліквідовано                    |
| Леніна                      | Ленінська                      | Жовтневий      | 1965                | Дорошенка Петра                |
| Леніна                      | Ульянова Володимира            | Жовтневий      | 1966                | Осіння                         |
| Леніна                      | Хмельницького Богдана          | Старокиївський | 1993                | Хмельницького Богдана          |
| Леніна                      | Харченка Євгенія               | Дарницький     | 2016                | Харченка Євгенія               |
| Леніна                      | Радосинська                    | Деснянський    | 2016                | Радосинська                    |
| Леніна                      | Колоса Сергія                  | Солом'янський  | 2016                | Колоса Сергія                  |
| Леніна пров.                | Червонопрапорний пров.         | Кагановичський | 1955                | Пересіченський пров.           |
| Леніна 1-й пров.            | Ульянова Володимира пров.      | Радянський     | 1969                | Осінній пров.                  |
| Леніна + Червоноармійська   | Червонопрапорна                | Кагановичський | 1955                | Пирогівський шлях              |
| Леніна 2-га                 | Розливна                       | Дарницький     | 1958                | ліквідовано                    |
| Ленінградська               | Тупікова Генерала              | Жовтневий      | 1963                | Тупикова Генерала              |
| Ленінградська 2-га          | Леніногорська                  | Дарницький     | 1955                | ліквідовано                    |
| Ленінградська пл.           | Дарницька пл.                  | Дніпровський   | 2015                | Дарницька пл.                  |
| Леніногірська               | Ленінобадська                  | Ленінградський | 1977                | ліквідовано                    |
| Ленінська                   | Верхньогірська                 | Кагановичський | 1944                | Верхньогірська                 |
| Ленінська                   | Дорошенка Петра                | Святошинський  | 2015                | Дорошенка Петра                |
| Ленінська                   | Крутогорна                     | Кагановичський | 1944                | Крутогірна                     |
| Ленінська                   | Пирогівський шлях              | Кагановичський | 1944                | Віто-Литовський пров.          |
| Ленінський пров.            | Крутогорний пров.              | Кагановичський | 1944                | ліквідовано                    |
| Ленінський пров.            | Заповітний пров.               | Московський    | 1962                | Заповітний пров.               |
| Ленінського комсомолу пл.   | Європейська пл.                | Старокиївський | 1996                | Європейська пл.                |
| Лепсе Івана бул.            | Гавела Вацлава бул.            | Солом'янський  | 2016                | Гавела Вацлава                 |
| Лермонтова                  | Вітовецька                     | Дарницький     | 2022                | Вітовецька                     |
| Лермонтова 1-й пров.        | Вітовецький пров.              | Дарницький     | 2022                | Вітовецький пров.              |
| Лермонтова 2-й пров.        | Баштанський пров.              | Дарницький     | 2022                | Баштанський пров.              |
| Лермонтова 3-й пров.        | Козаровицький пров.            | Дарницький     | 2022                | Козаровицький пров.            |
| Лермонтова 4-й пров.        | Болградський пров.             | Дарницький     | 2022                | Болградський пров.             |
| Лермонтовська               | Богданівська                   |                | 1928                | Богданівська                   |
| Лермонтовська               | Маршака                        | Жовтневий      | 1966                | Маршака                        |
| Лермонтовська               | Нестерова                      | Залізничний    | 1944                | Багратіона                     |
| Лермонтовська               | Багратіона                     | Залізничний    | 1955                | Левіна Максима                 |
| Лермонтовська (2-га)        | Молодіжна                      | Подільський    | 1955                | Юнкерова Миколи                |
| Лермонтовська (3-тя)        | Богунський пров.               | Кагановичський | 1955                | Богунський пров.               |
| Лермонтовська (4-та)        | Багратіона                     | Залізничний    | 1955                | Багратіона                     |
| Лисенко 2-га                | Фонвізіна                      | Дарницький     | 1955                | ліквідовано                    |
| Лихачова бул.               | Приймаченко Марії бул.         | Печерський     | 2009                | Приймаченко Марії              |
| Лібкнехта Карла             | Шовковична                     | Печерський     | 1993                | Приймаченко Марії              |
| Лівера імені вул.           | Лівера узвіз                   |                | бл. 1931            | Андріївський узвіз             |
| Лівера узвіз                | Андріївський узвіз             | Подільський    | 1944                | Андріївський узвіз             |
| Лівера Георгія              | Притисько-Микільська           | Подільський    | 1991                | Притисько-Микільська           |
| Лінія 1-ша                  | Петрозаводська                 | Залізничний    | 1955                | Кірпи Георгія                  |
| Лінія 1-ша                  | Федосеєва                      | Залізничний    | 1958                | Федосєєва                      |
| Лінія 1                     | Радченко Клавдії               | Голосіївський  | 2011                | Радченко Клавдії               |
| Лінія 2-га                  | Ползунова                      | Залізничний    | 1955                | Ползунова                      |
| Лінія 2-га                  | Локомотивна                    | Залізничний    | 1958                | Локомотивна                    |
| Лінія 2                     | Рябова Олега                   | Голосіївський  | 2011                | Рябова Олега                   |
| Лінія 3-тя Б                | Ігорзька (част.)               | Залізничний    | 1955                | Огієнка Івана                  |
| Лінія 3-тя В                | Ігорзька (част.)               | Залізничний    | 1955                | Огієнка Івана                  |
| Лінія 3-тя                  | Дружня                         | Залізничний    | 1958                | Дружня                         |
| Лінія 3                     | Хохлова Костянтина             | Голосіївський  | 2011                | Хохлова Костянтина             |
| Лінія 4-та                  | Провідницька                   | Залізничний    | 1958                | Провідницька                   |
| Лінія 4-та                  | Брюллова (част.)               | Залізничний    | 1955                | Брюллова                       |
| Лінія 4                     | Романова Михайла               | Голосіївський  | 2011                | Романова Михайла               |
| Лінія 5-та                  | Громадська                     | Залізничний    | 1958                | Громадська                     |
| Лінія 5-та                  | Брюллова (част.)               | Залізничний    | 1955                | Брюллова                       |
| Лінія 5                     | Лаврова Юрія                   | Голосіївський  | 2011                | Лаврова Юрія                   |
| Лінія 6-та                  | Фурманова (част.)              | Залізничний    | 1955                | Архітектора Кобелєва           |
| Лінія 6-та                  | Привітна                       | Залізничний    | 1958                | Привітна                       |
| Лінія 6                     | Юровської Ольги                | Голосіївський  | 2011                | Юровської Ольги                |
| Лінія 7-ма                  | Фурманова (част.)              | Залізничний    | 1955                | Архітектора Кобелєва           |
| Лінія 7-ма                  | Кондукторська                  | Залізничний    | 1958                | Кондукторська                  |
| Лінія 7                     | Горюшка Георгія                | Голосіївський  | 2011                | Горюшка Георгія                |
| Лінія 8-ма                  | Організаторська                | Залізничний    | 1958                | Організаторська                |
| Лінія 9-та                  | Організаторська                | Залізничний    | 1958                | Організаторська                |
| Лінія 10-та                 | Агітаторська                   | Залізничний    | 1958                | Агітаторська                   |
| Лінія 12-та Дачна           | Комбайнерів                    | Жовтневий      | 1955                | Комбайнерів                    |
| Лісна                       | Бетховена                      | Жовтневий      | 1965                | Бетховена                      |
| Лісна 2-га                  | Косенка (част.)                | Подільський    | 1955                | Косенка                        |
| Лісна 3-тя                  | Гродненська                    | Дарницький     | 1955                | Гродненська                    |
| Лісна 4-та                  | Каховська                      | Дарницький     | 1955                | Каховська                      |
| Лісна 5-та                  | Вереснева                      | Дарницький     | 1955                | Вереснева                      |
| Лісна 6-та                  | Галана Ярослава                | Дарницький     | 1955                | Ялинкова                       |
| Лісний пров.                | Каховський пров..              | Дарницький     | 1955                | ліквідовано                    |
| Лісний пров.                | Гродненський пров.             | Дарницький     | 1955                | Гродненський                   |
| Лісний пров.                | Стефаника Василя               | Дарницький     | 1955                | ліквідовано                    |
| Лісний пров.                | Тіхвінський                    | Кагановичський | 1955                | Тиврівський                    |
| Лісний пров.                | Чаадаєва пров.                 | Дарницький     | 1955                | Чаадаєва пров.                 |
| Лобачевського (част.)       | Березнева                      | Дарницький     | 1977                | Березнева                      |
| Лобачевського               | Інгігерди Княгині              | Дніпровський   | 1944                | Інгігерди Княгині              |
| Лодигіна                    | Трясила Тараса                 | Подільський    | 2022                | Трясила Тараса                 |
| Лодигіна пров.              | Дендрологічний пров.           | Подільський    | 2022                | Дендрологічний пров.           |
| Ломаківська                 | Мічуріна                       | Кіровський     | 1940                | Ломаківська                    |
| Ломаківська                 | Мічуріна                       | Печерський     | 1944                | Ломаківська                    |
| Ломаківський пров.          | Мічурінський пров.             | Печерський     | 1944                | Болсуновський пров.            |
| Ломоносова                  | Здановської Юлії               | Голосіївський  | 2022                | Здановської Юлії               |
| Лугова                      | Батуринська                    | Дарницький     | 1955                | Батуринська                    |
| Лугова                      | Іжевська                       | Дарницький     | 1955                | Іжевська                       |
| Лугова                      | Левадна                        | Кагановичський | 1955                | ліквідовано                    |
| Лугова                      | Ланцюгова                      | Подільський    | 1958                | Лугова                         |
| Лугова                      | Мукачівська (част.)            | Подільський    | 1955                | Мукачівська                    |
| Лугова                      | Прилужна                       | Жовтневий      | 1966                | Прилужна                       |
| Лугова 1-ша                 | Кіровоградська                 | Кагановичський | 1955                | Брожка Володимира              |
| Лугова 2-га                 | Ясиноватська                   | Кагановичський | 1955                | ліквідовано                    |
| Лугова 3-тя                 | Тихонівський пров.             | Кагановичський | 1955                | Тихонівський пров.             |
| Лугова-Станційна (част.)    | Червонокозацька                | Подільський    | 1961                | пр-т Степана Бандери           |
| Луговий пров.               | Батуринський пров.             | Дарницький     | 1955                | Батуринський пров.             |
| Луговий пров.               | Ясиноватський пров.            | Кагановичський | 1955                | Ясинуватський                  |
| Луговий пров.               | Ясиноватський проїзд           | Кагановичський | 1955                | ліквідовано                    |
| Луговий пров.               | Донбаський пров.               | Подільський    | 1955                | Куренівський пров.             |
| Луговий пров.               | Ливарська                      | Подільський    | 1955                | Ливарська                      |
| Лукашевича                  | Янки Купали                    | Залізничний    | 1952                | Янки Купали                    |
| Лукашевича Миколи           | Огієнка Івана                  | Солом'янський  | 2015                | Огієнка Івана                  |
| Луначарського [Анатолія]    | Шептицького Андрея Митрополита | Дніпровський   | 2016                | Шептицького Андрея Митрополита |
| Луначарського Анатолія пл.  | Куліша Пантелеймона пл.        | Дніпровський   | 2016                | Куліша Пантелеймона пл.        |
| Луначарського пров.         | Слобідський пров.              | Дніпровський   | 2016                | Слобідський пров.              |
| Лумумби Патріса             | Іоанна Павла II                | Печерський     | 2016                | Іоанна Павла II                |
| Любецька                    | Стражеска Академіка            | Жовтневий      | 1961                | Стражеска Академіка            |
| Любченка Панаса             | Загородня                      | Голосіївський  | 2015                | Загородня                      |
| Люксембург Рози             | Липська                        | Печерський     | 1993                | Липська                        |
| Лютеранська                 | Енгельса                       |                | 1919, 1920          | Лютеранська                    |
| Лютеранська                 | Енгельса                       | Ленінський     | 1944                | Лютеранська                    |
| Львівська                   | Троцького                      |                | 1925                | Січових Стрільців              |
| Львівська                   | Артема                         |                | 1929                | Січових Стрільців              |
| Львівська                   | Артема                         | Молотовський   | 1944                | Січових Стрільців              |
| Львівський пров.            | Некрасівська                   | Молотовський   | 1944                | Некрасівська                   |
|                             |                                |                |                     |                                |